# Kasson (Minnesota)
Kasson ist eine Kleinstadt (mit dem Status „City“) im Dodge County im US-amerikanischen Bundesstaat Minnesota. Das U.S. Census Bureau hat bei der Volkszählung 2020 eine Einwohnerzahl von 6.851 ermittelt.

## Geografie
Kasson liegt auf 44°01′48″ nördlicher Breite und 92°45′03″ westlicher Länge und erstreckt sich über 5,26 km².
Benachbarte Orte von Kasson sind Mantorville (4,9 km nördlich), Byron (10,7 km östlich) und Dodge Center (8,8 km westlich).
Die nächstgelegene größere Stadt ist Rochester (24,9 km ostsüdöstlich). Das Ballungsgebiet um die Städte Minneapolis und Saint Paul liegt 128 km nordnordwestlich.

## Verkehr
Der U.S. Highway 14 führt in West-Ost-Richtung als Hauptstraße durch das Stadtgebiet von Kasson. In der Stadtmitte befindet sich mit der Einmündung in den US 14 der südliche Endpunkt der Minnesota State Route 57. Nach Süden führt die County Road 13. Alle weiteren Straßen sind untergeordnete Landstraßen, teils unbefestigte Fahrwege sowie innerörtliche Verbindungsstraßen.
Parallel zum US 14 verläuft eine Eisenbahnlinie der früheren Chicago and North Western Railway, die heute von der Canadian Pacific Railway betrieben wird.
9,4 km westlich von Kasson befindet sich mit dem Dodge Center Airport ein kleiner Flugplatz. Die nächstgelegenen größeren Flughäfen sind der Rochester International Airport (34,5 km südöstlich) und der größere Minneapolis-Saint Paul International Airport (119 km nordnordwestlich).

## Demografische Daten
Nach der Volkszählung im Jahr 2010 lebten in Kasson 5931 Menschen in 2224 Haushalten. Die Bevölkerungsdichte betrug 1127,6 Einwohner pro Quadratkilometer. In den 2224 Haushalten lebten statistisch je 2,65 Personen.
Ethnisch betrachtet setzte sich die Bevölkerung zusammen aus 96,0 Prozent Weißen, 0,4 Prozent Afroamerikanern, 0,3 Prozent amerikanischen Ureinwohnern, 0,5 Prozent Asiaten sowie 1,2 Prozent aus anderen ethnischen Gruppen; 1,6 Prozent stammten von zwei oder mehr Ethnien ab. Unabhängig von der ethnischen Zugehörigkeit waren 4,2 Prozent der Bevölkerung spanischer oder lateinamerikanischer Abstammung.
31,3 Prozent der Bevölkerung waren unter 18 Jahre alt, 57,4 Prozent waren zwischen 18 und 64 und 11,3 Prozent waren 65 Jahre oder älter. 51,4 Prozent der Bevölkerung war weiblich.

Das mittlere jährliche Einkommen eines Haushalts lag bei 64.226 USD. Das Pro-Kopf-Einkommen betrug 27.018 USD. 7,1 Prozent der Einwohner lebten unterhalb der Armutsgrenze.